# Glicerinska kiselina
Glicerinska kiselina je prirodna šećerna kiselina sa tri ugljenika. Soli i estri glicerinske kiseline su poznati kao glicerati.

## Biohemija
Several fosfatnih derivata glicerinske kiseline, među kojima su 2-fosfoglicerna kiselina, 3-fosfoglicerna kiselina, 2,3-bisfosfoglicerna kiselina, i 1,3-bisfosfoglicerna kiselina, su važni biohemijski intermedijari u glikolizi, alkoholnom vrenju i fotosintezi.